# Louis Bonneville de Marsangy
Louis Arnold Bonneville de Marsangy, född den 31 maj 1839 i Nogent-le-Rotrou, död den 26 december 1922 i Paris, var en fransk författare.
Bonneville de Marsangy utövade en flitig verksamhet som författare i juridiska och historiska ämnen. Han var 1905 direktör för den ansedda parisiska tidningen Gazette des Tribunaux. Bland hans arbeten märks Madame de Beaumarchais, d'après sa correspondance inédite (1890), Le chevalier de Vergennes. Son ambassade à Constantinople (1894, prisbelönt av Franska akademien), Le comte de Vergennes. Son ambassade en Suède, 1771–1774 (1898) och praktverket La Légion d'Honneur 1802–1900 (1900).